# Indacochea
Indacochea es un pequeño paraje rural del partido de Chivilcoy, provincia de Buenos Aires, Argentina.

## Ubicación
Indacochea se encuentra a 31 km al sudoeste de la ciudad de Chivilcoy, a través de un camino rural que se desprende desde la Ruta Nacional 5. 
El lugar es un conocido lugar de pesca en la región, dado que allí se halla el puente sobre el Río Salado.

## Historia
Su estación de ferrocarril, inaugurada el 15 de mayo de 1911 (fecha que además fue tomada como la de la creación del pueblo) en el km 163,3 (contando desde Puente Alsina) del Ferrocarril General Belgrano (ex Ferrocarril Midland de Buenos Aires), se establece en tierras de Pedro Indacochea, quien cede parte de ellas para la construcción del predio ferroviario y en reconocimiento a ello los directivos del ferrocarril resuelven llamar a la estación con su nombre.
Tras la clausura del ferrocarril en 1977, los rieles fueron levantados en gran parte de su traza (desde Plomer hasta Carhué), quedando reducido el mismo a la sección local entre las estaciones Buenos Aires y Marinos del Crucero General Belgrano, y gran parte de la población de Indacochea decidió emigrar. Por algunos años más funcionó El Boliche (en su interior guardaba un museo rural), famoso restaurante de campo, el Bar de la Vieja Esquina, la escuela Nº 26 "Paula Albarracín (que llegó a dictar clases para 70 alumnos) y la capilla María Auxiliadora, pero, ante tan poca población, todos esos sitios cerraron.

## Población
Durante los censos nacionales del INDEC de 2001 y 2010 fue considerada como población rural dispersa.
- Datos: Q5915084